# Игралиште
Игралиште је простор, обично ограђен због сигурносних разлога, где се деца играју. Најчешће се налази на отвореном простору, али може се наћи и у затвореном.
Данашња игралишта имају реквизите попут љуљашки, клацкалица, тобогана, мердевина, шипки за пењање, кутија са песком и друге. Могу се наћи у оквиру парка или школе.
Пре појаве игралишта деца су се играла на улици у близини својих домова. У 19. веку Фридрих Фребел је предлагао прављење игралишта као средства за њихову бољу комуникацију и васпитавање. Прво јавно игралиште са примарном наменом коју има данас отворено је у Манчестеру 1859. године.